# Famenne Ardenne Classic
Die Famenne Ardenne Classic ist ein Eintagesrennen im Straßenradsport,  das seit 2017 jährlich in Belgien stattfindet. 
Die Famenne Ardenne Classic ist Teil der UCI Europe Tour in UCI-Kategorie 1.1. Das Rennen startet und endet in Marche-en-Famenne, Provinz Luxemburg.

## Palmarès
| Jahr | Sieger           | Zweiter             | Dritter          |
| ---- | ---------------- | ------------------- | ---------------- |
| 2017 | Moreno Hofland   | Emiel Vermeulen     | Maxime Vantomme  |
| 2018 | Guillaume Boivin | Quentin Pacher      | Danny van Poppel |
| 2019 | Dimitri Claeys   | Baptiste Planckaert | Timo Roosen      |
| 2022 | Axel Zingle      | Amaury Capiot       | Oliver Naesen    |
| 2023 | Arnaud De Lie    | Kaden Groves        | Florian Sénéchal |
| 2024 | Arnaud De Lie    | Axel Zingle         | Maxim Van Gils   |
| 2025 |                  |                     |                  |